# جورج غرين
جورج غرين (بالإنجليزية: George Green)‏ (2 يناير 1996 ببرادفورد في المملكة المتحدة - ) هو لاعب كرة قدم بريطاني في مركز الوسط. شارك مع منتخب إنجلترا تحت 16 سنة لكرة القدم ومنتخب إنجلترا تحت 17 سنة لكرة القدم. أما مع النوادي، فقد لعب مع أولدهام أثلتيك ونادي إيفرتون ونادي بيرنلي ونادي ترانمير روفرز لكرة القدم وOssett Albion A.F.C. ‏.

## وصلات خارجية
- جورج غرين على موقع الاتحاد الأوربي (الإنجليزية)
- جورج غرين على موقع قاعدة بيانات كرة القدم.إي يو (الإنجليزية)
- جورج غرين على موقع Soccerbase.com (لاعب) (الإنجليزية)
- جورج غرين على موقع Soccerway.com (الإنجليزية)
- جورج غرين على موقع AS.com (الإسبانية)